# 清心女子高等学校
清心女子高等学校（せいしんじょしこうとうがっこう）は、神奈川県横浜市港北区篠原台町にある私立の高等学校（女子校）である。運営は学校法人大谷学園。同法人が運営する横浜高等教育専門学校と同じ敷地内に立地する。
横浜ドレスメーカー女学院（のちの学校法人大谷学園）をルーツとして、創始者の大谷高子（おおたに たかこ）が女子教育の地位向上を図るため、1968年に清心女子高等学校を設立した。

## 沿革
- 1947年 - 学校法人大谷学園の母体である横浜ドレスメーカー女学院創立
- 1960年 - 横浜女子専門学校（現：横浜高等教育専門学校）創立
- 1968年 - 清心女子高等学校創立

## 登校スタイル
- 通信制課程
  - 3日制（平日通学型）
  - 1日制（土曜・集中スクーリング実施）

また、これらに加えて火曜日・木曜日にセレクト科目（選択科目）の授業を受けることができる。それにより、1日制の生徒は週1日〜3日、3日制の生徒は週3日〜5日の登校スタイルとなる。

## 系列校
- 学校法人大谷学園
  - 横浜高等教育専門学校
  - 秀英高等学校（通信制課程）
  - 横浜隼人中学校・高等学校（全日制課程）
  - 横浜隼人幼稚園
  - 大谷学園幼稚園

## 交通
- 東急東横線 白楽駅 徒歩7分
- 横浜市営地下鉄ブルーライン 岸根公園駅 徒歩15分